# Glasnost

Michail Gorbatjov gav ett nytt ansikte åt den kommunistiska sovjetregimen. Foto från november 1985, där avspänningen inletts mellan USA:s och Sovjetunionens ledare.

Glasnost (fil) (ryska: гла́сность, 'öppenhet', 'publicitet') är det slagord som användes för en rad politiska reformer som infördes av Michail Gorbatjov 1985. Detta innebar bland annat ökad åsiktsfrihet för medborgarna i Sovjetunionen och större journalistisk frihet. Glasnost har tolkats som ett viktigt steg för demokratiseringen av Ryssland.

## Historik

### Bakgrund
Det ryska ordet glasnost kan omväxlande översättas som 'öppenhet', 'transparens', 'publicitet' eller 'offentlighet'. Grundbetydelsen handlar om att 'ge röst (åt)', och yttrandefrihet är ett näraliggande syskonord ur västerländsk tradition.
Uttrycket användes redan av Alexander II, i samband med att han införde offentliga rättegångar i Ryssland. 1918 använde Lenin ordet och syftade då på att pressen (kontrollerad av staten) skulle ägna sig åt att motivera folket att arbeta.
Under 1970- och 1980-talen kom ordet att användas av både samhällsvetare och dissidenter i Sovjetunionen. Då tänkte de närmast på öppenhet i form av 'informationsfrihet'.

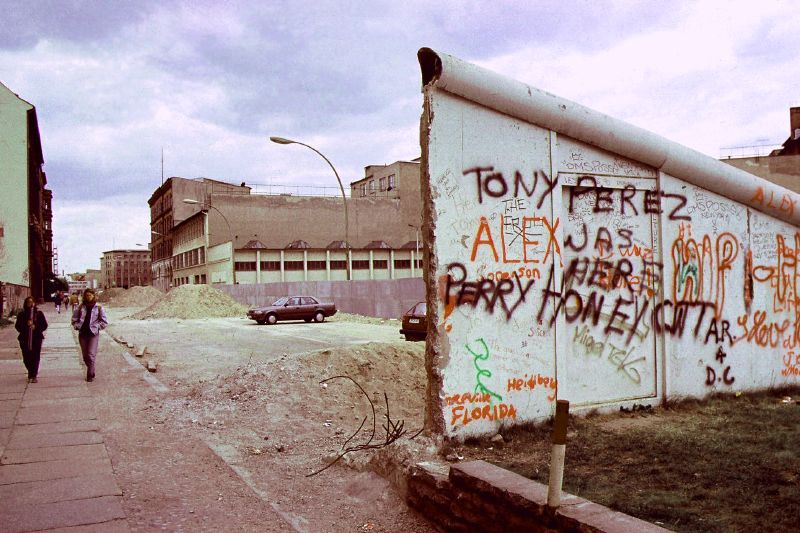
Gorbatjovs Glasnost-politik ledde i slutändan till en upplösning av både Warszawapakten (här symboliserad av Berlinmuren) och Sovjetunionen.

### Gorbatjovs mål
Sovjetunionens nye ledare Michail Gorbatjov använde från 1985 glasnost som ett av flera slagord för sin nydanande politik. Gorbatjovs mål med glasnost var att sätta press på de konservativa medlemmar av Sovjetunionens kommunistiska parti, vilka motsatte sig hans strävan att omstrukturera den ryska ekonomin (perestrojkan). Han hoppades att de sovjetiska medborgarna skulle stödja och delta i perestrojkan genom öppenhet, debatt och deltagande inom olika områden.
Det huvudsakliga målet med glasnost var att göra landets styrelse transparent och öppet för debatt, för att på så sätt kringgå den krets av byråkrater som tidigare hade haft total kontroll över ekonomin. Man hoppades att genom att syna de tidigare och nuvarande misstagen skulle man få de sovjetiska medborgarna att stödja reformer som perestrojkan.

### Resultat av Gorbatjovs glasnost
Glasnost ökade folkets frihet, bland annat genom en utökad yttrandefrihet. Detta var en radikal kursomläggning, då styrning av vad man fick säga och undertryckande av kritik mot regimen tidigare hade varit en central del av det sovjetiska styrelsesystemet. Även massmedierna fick större frihet.
Tjernobylolyckan inträffade året efter Gorbatjovs makttillträde och offentliga anammande av glasnost. Olyckan kom att bli ett viktigt test på den nya sovjetiska ledarens öppenhetspolitik.
I slutet av 1980-talet ökade kritiken mot den sovjetiska regimen och leninismen (som Gorbatjov hade försökt bevara som grund för reformerna). Sovjetmedborgare som ansåg det sovjetiska systemet som misslyckat blev mer högljudda i sin kritik. Glasnost hade gett större yttrandefrihet, långt bortom Gorbatjovs avsikter (han ville bevara både den kommunistiska regimen och Sovjetunionen som stat), och förändrat medborgarnas syn på regimen. Öppenheten ledde dock till att regimens alla brott till kom upp till ytan och till en allt starkare politisk opposition; detta ledde till sönderfall och i förlängningen till slutet för Sovjetunionen.

## I svenska språket
Glasnost har senare även kommit till användning i svenska språket som ett allmänt uttryck. Då är betydelsen 'öppenhet' och 'uppriktighet'. Ordet "glasnost" är belagt i svenska språket sedan 1986.